# Henricus Maria Koldewey
Henricus Maria (Hans) Koldewey (Koldewij) (Den Haag, 31 mei 1924 – Voorburg, 24 december 1976) was een Nederlands architect.
Als zoon van B.J. Koldewey kwam hij in 1954 in het architectenbureau van zijn vader, dat zich te Voorburg bevond. Hij is vooral bekend door zijn modernistische vormgeving van Rooms-katholieke kerken, waarbij beton een belangrijk constructiemateriaal vormde.
Tot zijn werken behoren onder meer de H. Michaëlkerk (met B.J. Koldewey) in De Bilt (1955), de Goede Herderkerk in Ede (1958), de Verrijzeniskerk te Hilversum (1961), de Goddelijke Voorzienigheidskerk in de Vlijmense nieuwbouwwijk Vliedberg (1962), de Heilige Josephkerk te Gouda (1962) en de Sint Martinuskerk te Doesburg (1967). Ook de voormalige Maria Boodschapkerk in Rijen en de Sint-Norbertuskerk in Horst zijn kerkgebouwen van zijn hand.
Verder ontwierp hij onder meer het Cultureel centrum in Stadskanaal (1967) en Schouwburg Het Park in Hoorn (1969). Een van de laatste gebouwen die Koldewey ontwierp, is een basisschool in de Zoetermeerse wijk Seghwaert uit 1976.

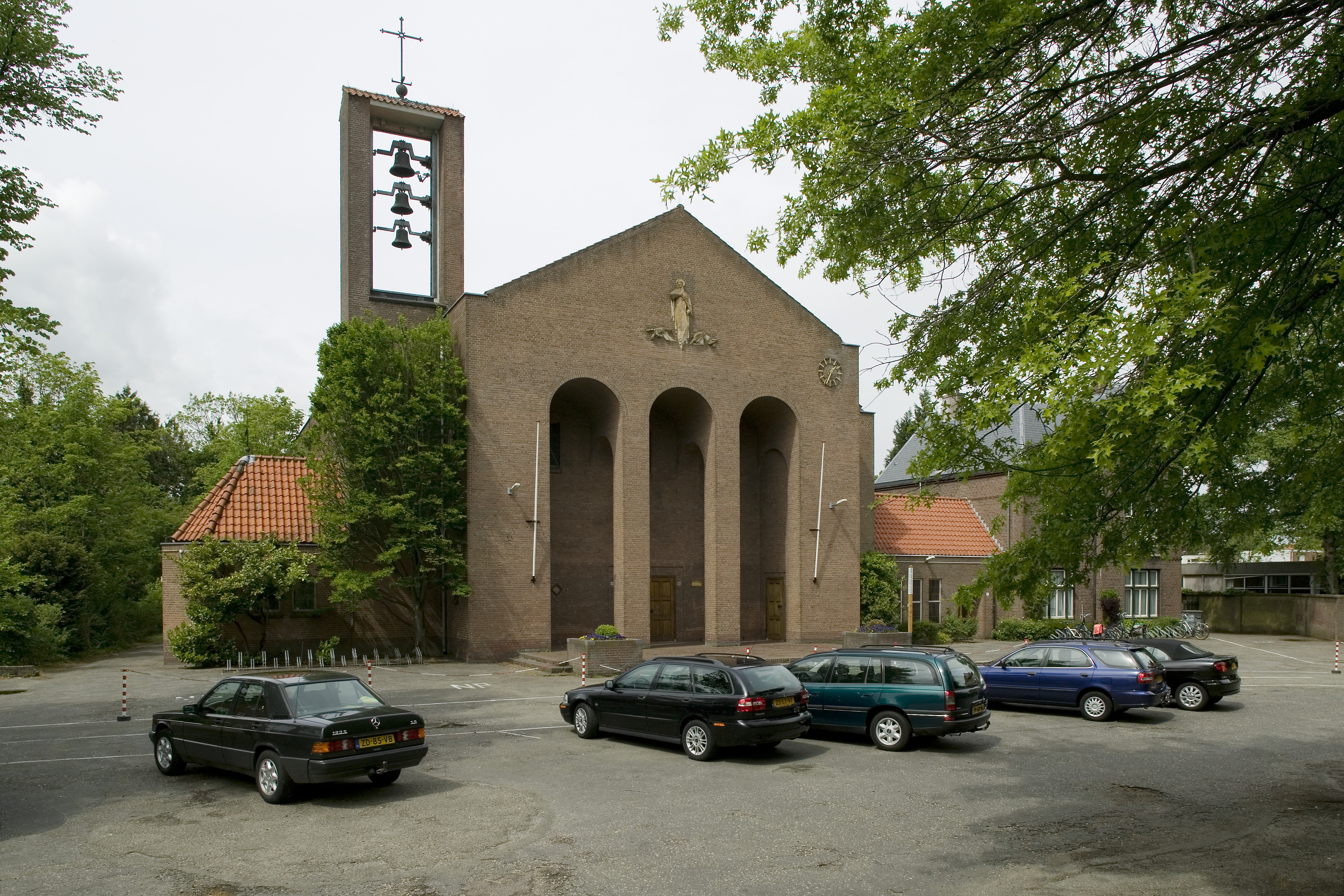
H. Michaëlkerk De Bilt
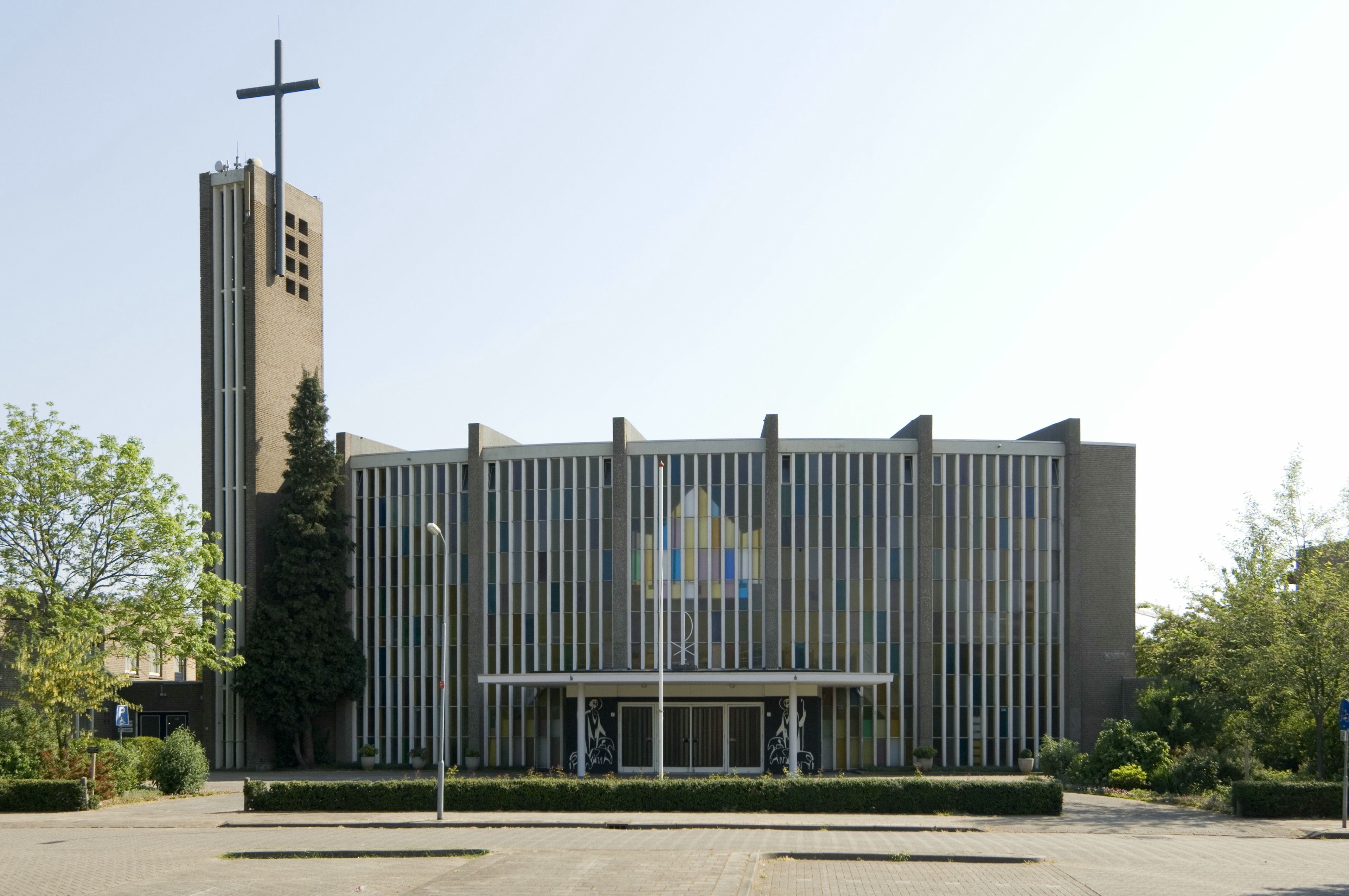
Goede Herderkerk, Ede
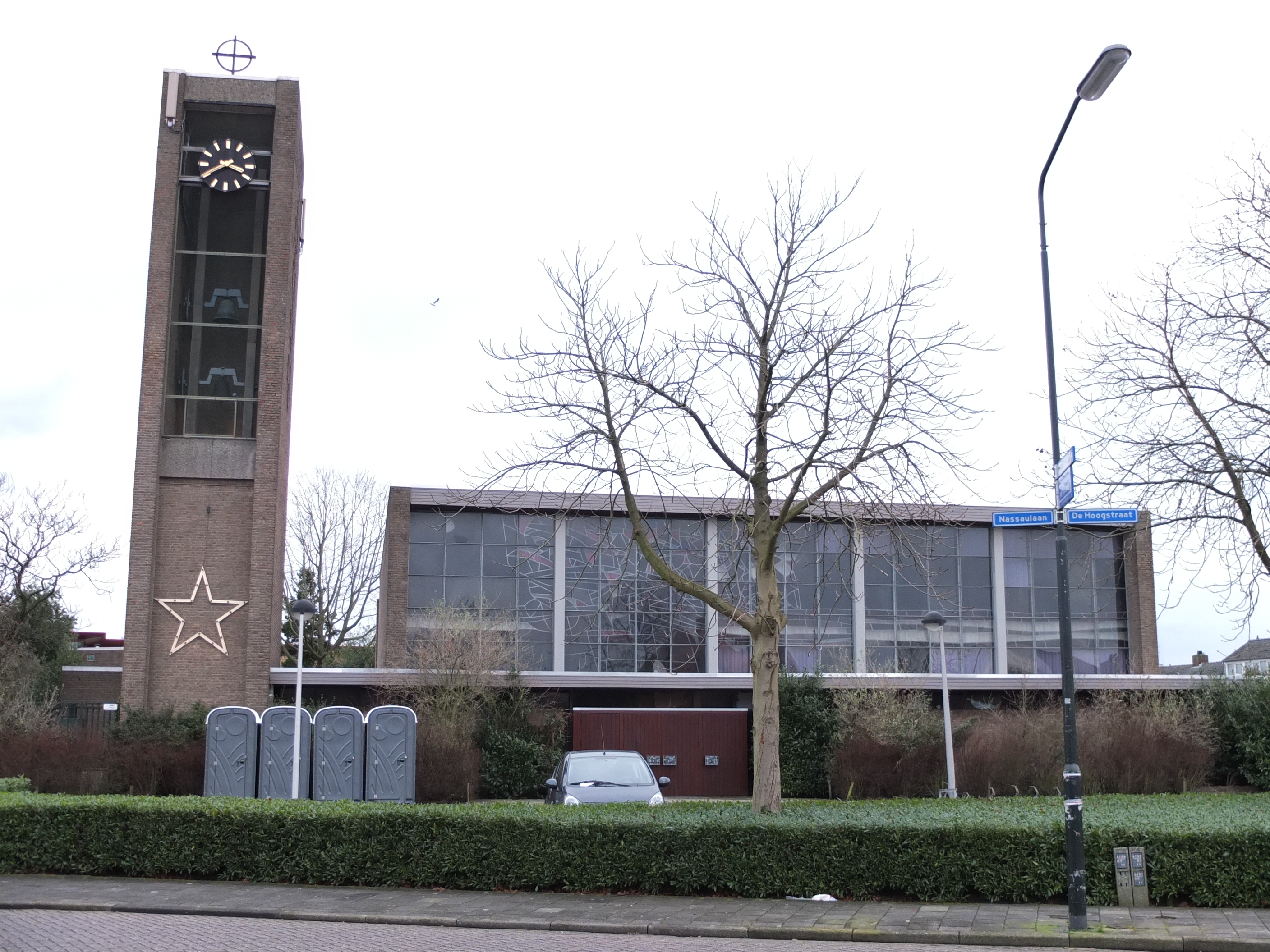
Goddelijke Voorzienigheidskerk, Vlijmen (gesloopt 2013)
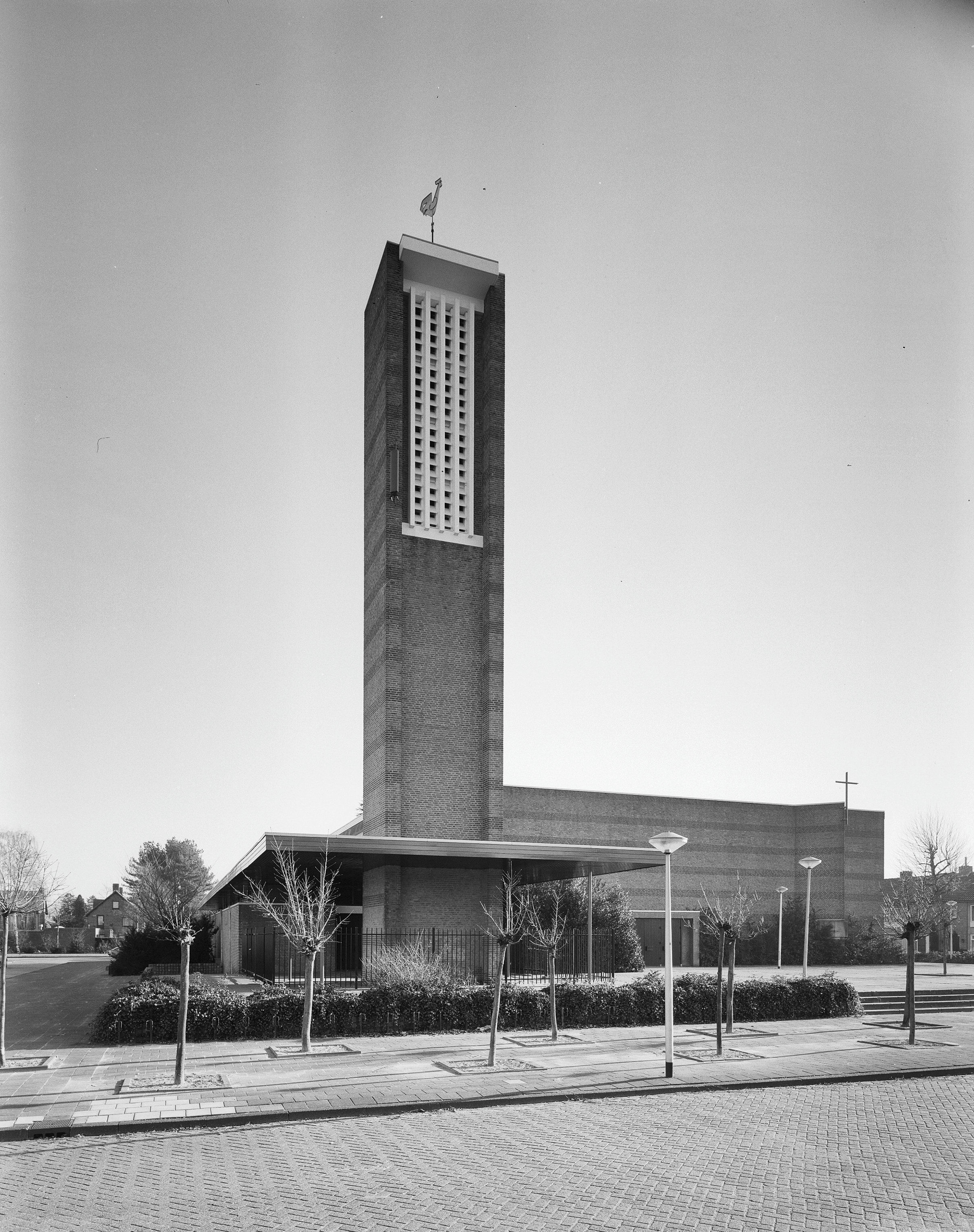
H. Antonius van Paduakerk, Waalwijk
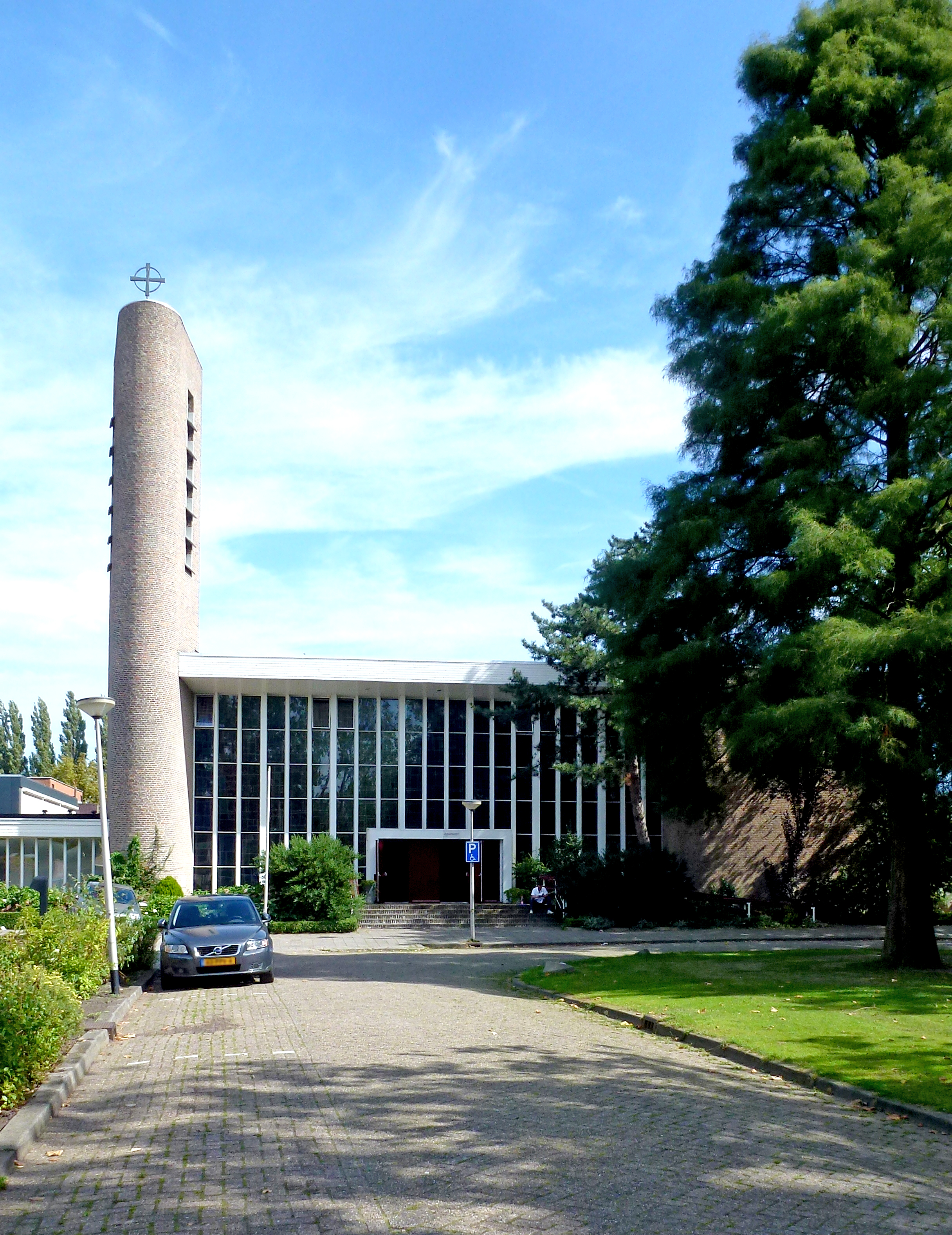
H. Josephkerk, Gouda